# Südkoreanische Badmintonmeisterschaft 1966
Die Südkoreanische Badmintonmeisterschaft 1966 fand in Seoul statt. Es war die achte Austragung der nationalen Titelkämpfe von Südkorea im Badminton.

## Titelträger
| Disziplin    | Sieger                      |
| ------------ | --------------------------- |
| Herreneinzel | Han Soung-kwy               |
| Dameneinzel  | Kim So-woon                 |
| Herrendoppel | Lim Bang-hwan Han Soung-kwy |
| Damendoppel  | Kim Young-bai Kim So-woon   |
| Mixed        | nicht ausgetragen           |